# Cabezón de la Sal
Cabezón de la Sal és un municipi de la Comunitat Autònoma de Cantàbria. Limita al nord amb Udías i Alfoz de Lloredo, al sud amb Ruente i Mazcuerras, a l'est amb Reocín i a l'oest amb Valdáliga.

## Localitats
- Bustablado, 49 habitants, a 5 kilòmetres de la capital municipal.
- Cabezón de la Sal (Capital), 5.266 habitants, dels quals 148 estan en poblament disseminat.
- Cabrojo, 178 hab., a 5 km de la capital municipal.
- Carrejo, 291 hab., dels quals 105 estan disseminats; a 1 km.
- Casar, 798 hab., 9 d'ells disseminats; a 6 km.
- Duña, 37 hab., a 5 km.
- Ontoria, 460 hab., 11 d'ells disseminats; a 2 km.
- Periedo, 76 hab., a 5 km.
- Santibáñez, 192 hab., 62 d'ells disseminats; a 2 km.
- Vernejo, 612 hab., 54 d'ells disseminats; a 2 km.
- Virgen de la Peña, 60 hab., 13 d'ells disseminats; a 5 km.

## Demografia
| 1900  | 1910  | 1920  | 1930  | 1940  | 1950  | 1960  | 1970  | 1981  | 1991  | 2005  |
| ----- | ----- | ----- | ----- | ----- | ----- | ----- | ----- | ----- | ----- | ----- |
| 2.787 | 3.005 | 3.212 | 3.837 | 4.110 | 4.484 | 4.638 | 4.986 | 6.056 | 6.789 | 7.971 |

Font: INE

## Administració
| Eleccions municipals, 25 de maig de 2003 |      |        |          |
| Partit                                   | Vots | %      | Regidors |
| PP                                       | 1883 | 36,53% | 6        |
| PSOE                                     | 1230 | 23,86% | 3        |
| PGS                                      | 1111 | 21,55% | 3        |
| PRC                                      | 510  | 9,89%  | 1        |

| Eleccions municipals, 27 de maig de 2007 |      |        |          |
| Partit                                   | Vots | %      | Regidors |
| PP                                       | 2018 | 37,85% | 6        |
| PSOE                                     | 1273 | 23,88% | 4        |
| PRC                                      | 795  | 14,91% | 2        |
| PGS                                      | 581  | 10,90% | 1        |

## Personatges cèlebres
- Nacho Vigalondo director, actor i guionista de cinema (7:35 de la mañana, Los cronocrímenes)
- Alejandro Tejería, actor de televisió (Vaya semanita)
- Juan José Cobo Acebo, ciclista professional
- Manuel Martín Piñera, ex ciclista professional
- Fernando Cos-Gayón, estadista i ministre de la Restauració espanyola nascut a Lleida
- Víctor de la Serna, periodista i escriptor, fill de Concha Espina
- Maria Cristina de Borbó i Battenberg, infanta d'Espanya nascuda a Madrid i alcadessa d'honor de Cabezón de la Sal